# Три лица страха
Три лица страха (итал. I tre volti della paura), позната и под међународним насловом Црна субота (енгл. Black Sabbath), италијанско-француска је хорор филмска антологија из 1963. године, редитеља и сценаристе Марија Баве. Сачињена је из три одвојене приче у којима главне улоге тумаче Борис Карлоф, Марк Дејмон, Мишел Мерсје и Жаклина Пјеру. Карлоф је такође и наратор који најављује приче.
Филм је сниман фебруара и марта 1963, а премијерно је приказан 17. августа исте године, у дистрибуцији продукцијске куће Ворнер брос. Упркос ниском буџету, добио је веома позитивне оцене критичара и имао утицаја на бројне хорор филмове који су снимани у предстојећим деценијама. Квентин Тарантино је у интервјуу из 2013. изјавио да је био инспирисан Бавиним филмом и да је хтео да са Петпарачким причама (1994) направи у криминалистичком жанру исто што је Бава са Три лица страха направио у хорору. Такође, позната хеви метал група Black Sabbath дала је себи име по овом филмском остварењу.
Године 2008. филм је добио Награду Сатурн у оквиру ДВД колекције Марија Баве.

## Радња
Филм је приказан кроз три приче које најављује Борис Карлоф. Прва носи наслов Телефон и прати девојку по имену Роси, коју прогони њен бивши љубавник, бегунац из затвора у који га је она сместила. Наслов друге приче је Вурдлак и она је смештена у руралном руском насељу из 19. века, које прогоне вампири. Последња прича је Кап воде и она приказује болничарку Хелен Честер, која у мртвачници користи прилику да украде прстен са руке леша умрле жене.

## Улоге
| Глумац            | Улога                |
| ----------------- | -------------------- |
| Борис Карлоф      | Горча                |
| Мишел Мерсје      | Роси                 |
| Марк Дејмон       | гроф Владимир Д'Урфе |
| Жаклина Пјеру     | Хелен Честер         |
| Сузи Андерсен     | Зденка               |
| Лидија Алфонски   | Мери                 |
| Мило Кесада       | Френк Рајнер         |
| Масимо Риђи       | Пјетро               |
| Мили Монти        | служавка             |
| Рика Дијалина     | Марија               |
| Харијет Медин     | комшиница            |
| Глауко Онорато    | Ђорђо                |
| Густаво де Нардо  | полицијски инспектор |
| Алесандро Тедески | мртвозорник          |